# Nahiyah
Nāḥiyah (tiếng Ả Rập: ناحية [ˈnæːħijæ], số nhiều nawāḥī نواحي [næˈwæːħiː]), hoặc nahia, là một loại đơn vị hành chính địa phương thường bao gồm một số làng mạc hoặc đôi khi là thị trấn nhỏ. Ở Tajikistan, nó là đơn vị hành chính cấp 2 trong khi ở Syria, Iraq, Liban, Jordan, Tân Cương và cựu đế quốc Ottoman, nơi nó cũng được gọi là một Bucak, là một đơn vị hành chính cấp 3 hoặc một đơn vị thấp hơn. Nó như vậy là một bộ phận của một huyện, được dịch là "phó huyện".
Từ điển Almaany định nghĩa Nāḥiyah là một loại đơn vị hành chính, khu vực thuộc thành phố, vùng ngoại ô của thành phố. Trong cách sử dụng khác, đây là từ nhiều nghĩa.